# Hospital de San Juan de Dios (León)
El Hospital de San Juan de Dios es un centro sanitario de la ciudad española de León (Castilla y León, España). Está situado al norte de la misma, junto a la avenida San Ignacio de Loyola. Surgido en 1968, cuando ingresa el primer enfermo, siendo sin embargo la fecha de inicio del proyecto 1947.

## Localización
El hospital está situado en la zona noroeste de la capital leonesa, junto a la avenida San Ignacio de Loyola. Además de los vehículos privados, el acceso se puede realizar mediante transporte público, tanto taxi como autobuses urbanos; de éstos, son tres las líneas que tienen parada en el hospital:
- Línea 4: Pinilla-El Crucero-Universidad
- Línea 7: Estación de autobuses-Eras de Renueva-Hospitales
- Línea 12: Pinilla-Eras de Renueva-Universidad

Además, cuenta con tres líneas interurbanas adicionales a Lorenzana, Cuadros y Pinilla, con frecuencias de paso de media hora en cada caso.

## Características
Se trata de un hospital privado-concertado. Cuenta con 234 camas, locales para consultas, 5 quirófanos, paritorios, salas de radiodiagnóstico, boxes de urgencias. Aparte de los servicios sanitarios, el edificio ofrece cafetería, oficina bancaria, capilla y tanatorio, entre otros.

## Servicios
Los servicios médicos que ofrece el hospital son los siguientes:
1. Alergología
2. Cardiología
3. Digestivo
4. Endocrinología y nutrición
5. Electroencefalografía
6. Geriatría
7. Ginecología
8. Hematología
9. Logopedia
10. Medicina interna
11. Nefrología
12. Neumología
13. Neurofisiología
14. Neurología
15. Rehabilitación
16. Unidad de Cuidados Intensivos
17. Unidad de cuidados paliativos

En cuanto a servicios quirúrgicos, el centro cuenta con los siguientes:
1. Anestesiología y reanimación
2. Cirugía general
3. Cirugía maxilofacial
4. Cirugía plástica
5. Obstetricia y ginecología
6. Oftalmología
7. Otorrinolaringología
8. Traumatología y cirugía ortopédica
9. Urología
10. Quirófano CMA
11. Unidad quirúrgica
12. Preparación quirúrgica
13. Quirófano cirugía menor

Otros servicios sanitarios y de atención son los de donación de sangre, hemodiálisis, rehabilitación, radiodiagnóstico, radioterapia, resonancia magnética o trabajadores sociales.